# Carlos Beltrán Leyva
Carlos Beltrán Leyva (Badiraguato, Sinaloa, 31 de diciembre de 1969) es un exnarcotraficante mexicano y exlíder de alto rango del Cártel de los Beltrán Leyva, una organización criminal dedicada al tráfico de drogas liderada por él y sus hermanos Arturo, Alfredo y Héctor.

## Orden y arresto
Se sabe poco sobre el papel de Carlos en el Cártel de los  Beltrán Leyva, y los informes han diferido sobre la importancia de su posición dentro de la organización. Había una orden de arresto en su contra desde 2008. Sin embargo, una lista de 2008 de los 37 principales narcotraficantes de México, por los que el gobierno ofrecía recompensas de hasta 2 millones de dólares, no incluía su nombre.
Carlos Beltrán Leyva fue detenido en Culiacán el 30 de diciembre de 2009, luego de que lo detuvieran mientras conducía con una licencia falsificada. Se le encontró en posesión de una pistola, un rifle, municiones y cocaína, y usaba el nombre falso de Carlos Gámez Orpineda. El arresto se produjo después de que un ciudadano alertara a las autoridades sobre la presencia de un hombre armado en Culiacán. El arresto fue considerado otro de una serie de golpes contra el Cartel de los Beltrán-Leyva, que había sufrido la muerte de Arturo Beltrán Leyva durante un tiroteo con la policía dos semanas antes. Los analistas no habían mencionado a Carlos como un posible sucesor de Arturo, y el hecho de que no estuviera acompañado por guardaespaldas en el momento de su arresto puede sugerir que su papel en el cartel era limitado. Sin embargo, los informes de los medios sugirieron que el arresto de Carlos podría preparar el escenario para una dura batalla por el control del Cartel de Beltrán-Leyva. El arresto fue considerado una victoria en la guerra contra las drogas en México del presidente Felipe Calderón, y una señal de que el gobierno no daría marcha atrás ante las recientes represalias por la muerte de Arturo Beltrán Leyva, incluido el asesinato de familiares de Melquisedec Angulo Córdova, marino asesinado durante el tiroteo que acabó con la vida de Arturo Beltrán Leyva.